# Selvas tropicales de las Islas Trobriand
Las selvas tropicales de las Islas Trobriand son una ecorregión de bosques húmedos tropicales de hoja ancha del sureste de Papúa Nueva Guinea.
Las islas de esta ecorregión han estado separadas de Nueva Guinea continental desde el Pleistoceno tardío, y gran parte de la biota es única, incluidas cuatro especies de mamíferos y dos especies de plantas de aves del paraíso. La ecorregión tiene una superficie de 4.100 km2.

## Geografía
La ecorregión incluye varios grupos de islas que se encuentran al este de la península oriental de la isla de Nueva Guinea, dentro de la provincia de Milne Bay, incluidos los archipiélagos de las islas d'Entrecasteaux y las islas Trobriand, y la isla Woodlark. La porción más grande de la ecorregión y la más cercana al continente de Nueva Guinea se compone de tres islas principales del grupo d'Entrecasteaux: la isla Goodenough, la isla Fergusson y la isla Normanby.

## Flora
Las islas Trobriand y Woodlark están formadas principalmente por selva tropical de tierras bajas sobre sustratos calizos. Las islas Goodenough, Fergusson y Normanby consisten principalmente en selva tropical de tierras bajas sobre suelos ácidos.
Los principales géneros de árboles de la selva tropical incluyen Pometia, Octomeles, Alstonia, Campnosperma, Canarium, Dracontomelon, Pterocymbium, Cryptocarya, Intsia, Ficus y Terminalia .Las especies de árboles incluyen:
- Alstonia breviloba
- Alstonia rubiginosa
- canario vitiense
- Dracontomelon dao
- Intsia bijuga
- Octomeles sumatrana
- Pometia pinnata
- Terminalia catappa

## Fauna
Las especies animales nativas de la ecorregión incluyen:
- Echymipera davidi
- Lullulae falangero
- Dorcopsis atrata
- Dactylopsila tatei
- Nyctimene mayor
- Kerivoula agnella
- Pipistrellus collinus
- Chiruromys forbesi
- Gran ratón de árbol
- Murciélago de la fruta de nariz de tubo de la isla
- Cuscús de la isla Woodlark

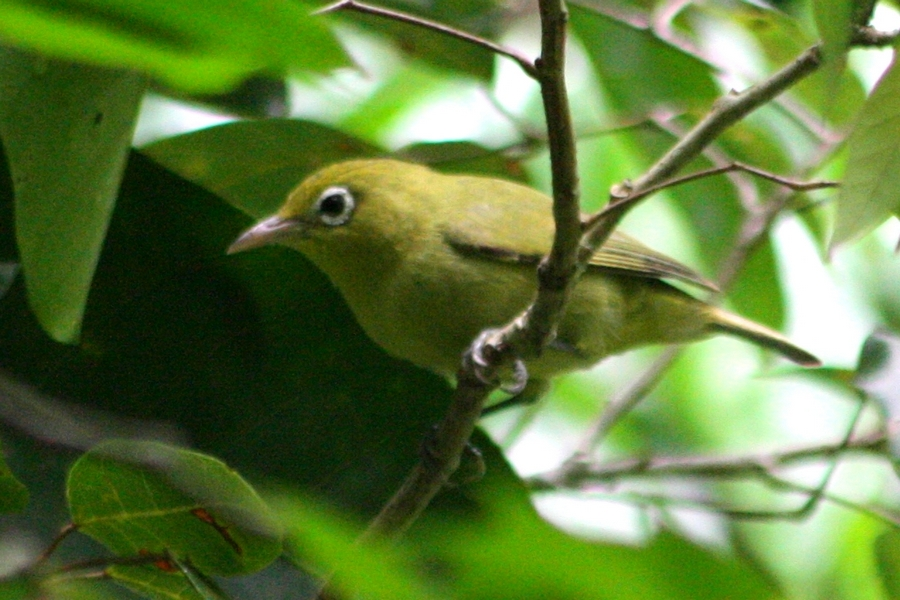
Anteojitos de las Luisiadas (Zosterops griseotinctus) en la isla Duchess, Islas d'Entrecasteaux

La ecorregión corresponde al área de aves endémicas de las islas D'Entrecasteaux y Trobriand. Hay dos especies endémicas de ave del paraíso, el manucode cresta rizada ( Manucodia comrii ) y el ave del paraíso de Goldie ( Paradisaea decora ).

## Conservación y amenazas
Las principales amenazas para la ecorregión incluyen la tala por parte de empresas extranjeras y la conversión del hábitat en tierras agrícolas.